# قائمة مؤلفات ابن تيمية

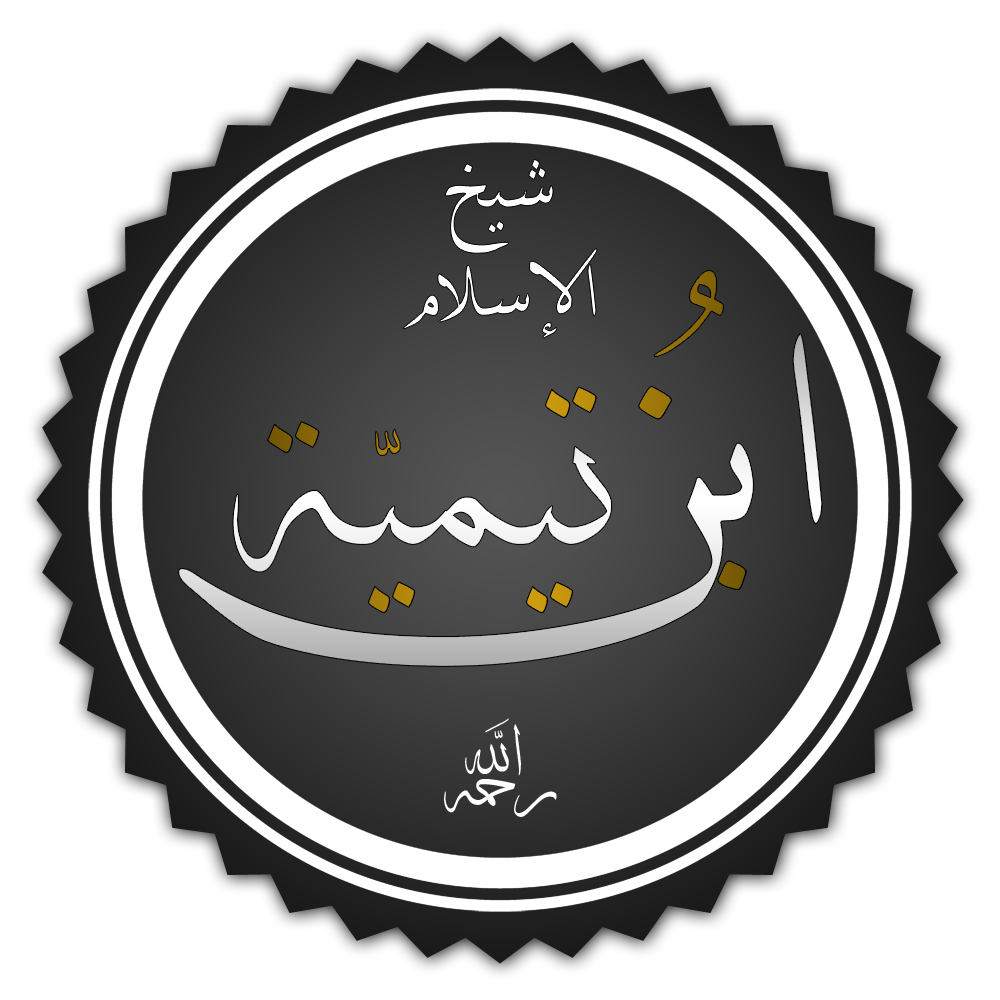
ابن تيمية فقيه ومحدث ومفسر وعالم مسلم مجتهد منتسب إلى المذهب الحنبلي. وهو أحد أبرز العلماء المسلمين خلال النصف الثاني من القرن السابع والثلث الأول من القرن الثامن الهجري.

قائمة مؤلفات ابن تيمية لابن تيمية موروث كبير من المؤلفات كما قال الذهبي: «لعل فتاويه في الفنون تبلغ ثلاث مائة مجلد، لا بل أكثر»، وكان يكتب من حفظه وليس عنده ما يحتاج إليه ويراجعه من الكتب، وكان سريع الاستحضار للآيات كما قال تلميذه ابن عبد الهادي: «أملى شيخنا المسألة المعروفة بالحموية بين الظهر والعصر». وكان يكتب بخط سريع في غاية التعليق والإغلاق. ذكر ابن قيم الجوزية في نونيته طائفة من أسماء مؤلفات ابن تيمية ومدحها. وبلغت عدد المؤلفات المذكورة في كتاب «أسماء مؤلفات ابن تيمية» حوالي 330 مؤلفًا. وجمعت كثير منها في مجموع الفتاوى وطبعت في 37 مجلدًا.

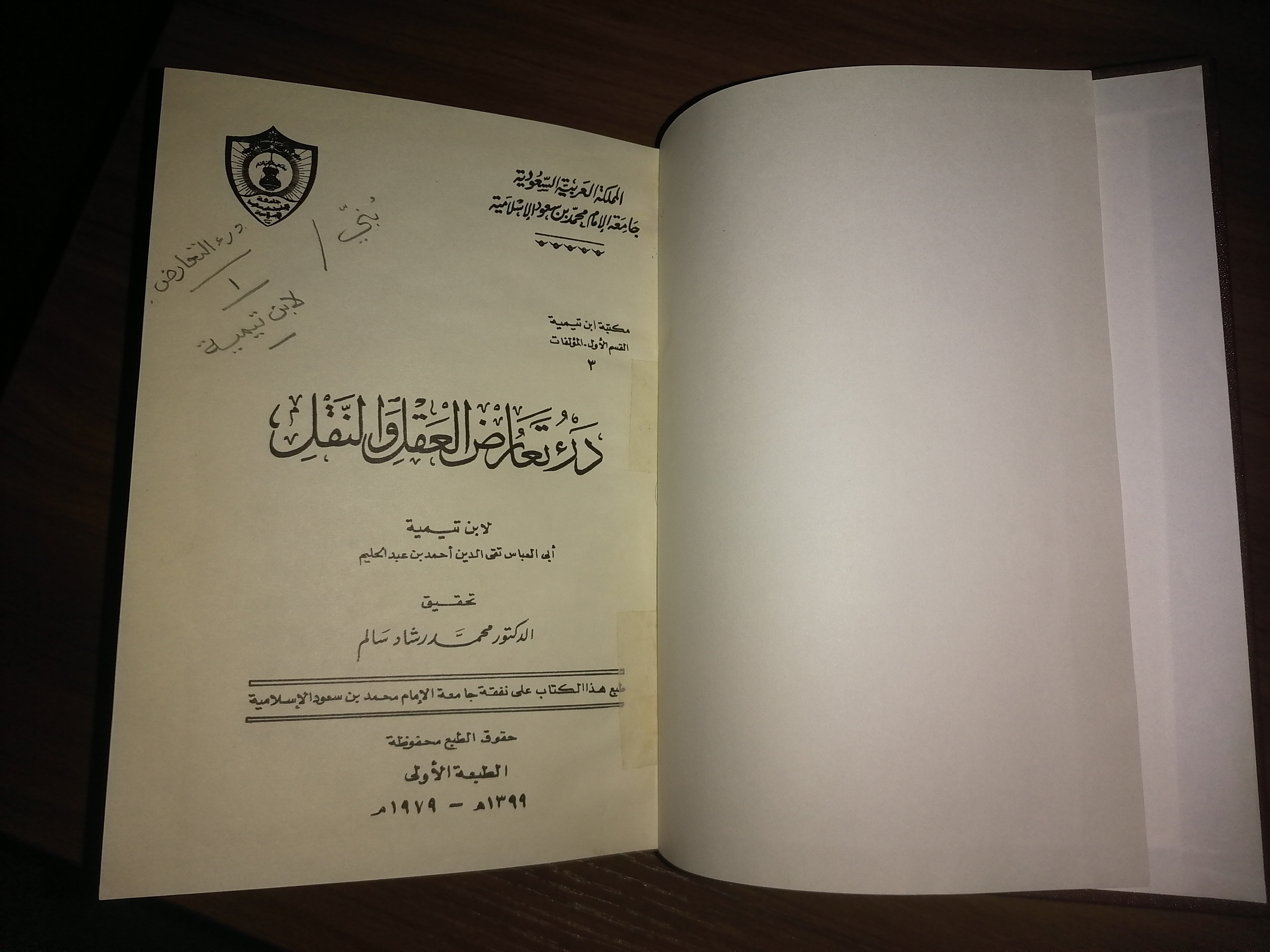
الصفحة الأولى من كتاب درء التعارض طباعة جامعة الإمام محمد بن سعود الإسلامية - الطبعة الأولى، عام 1979 م.

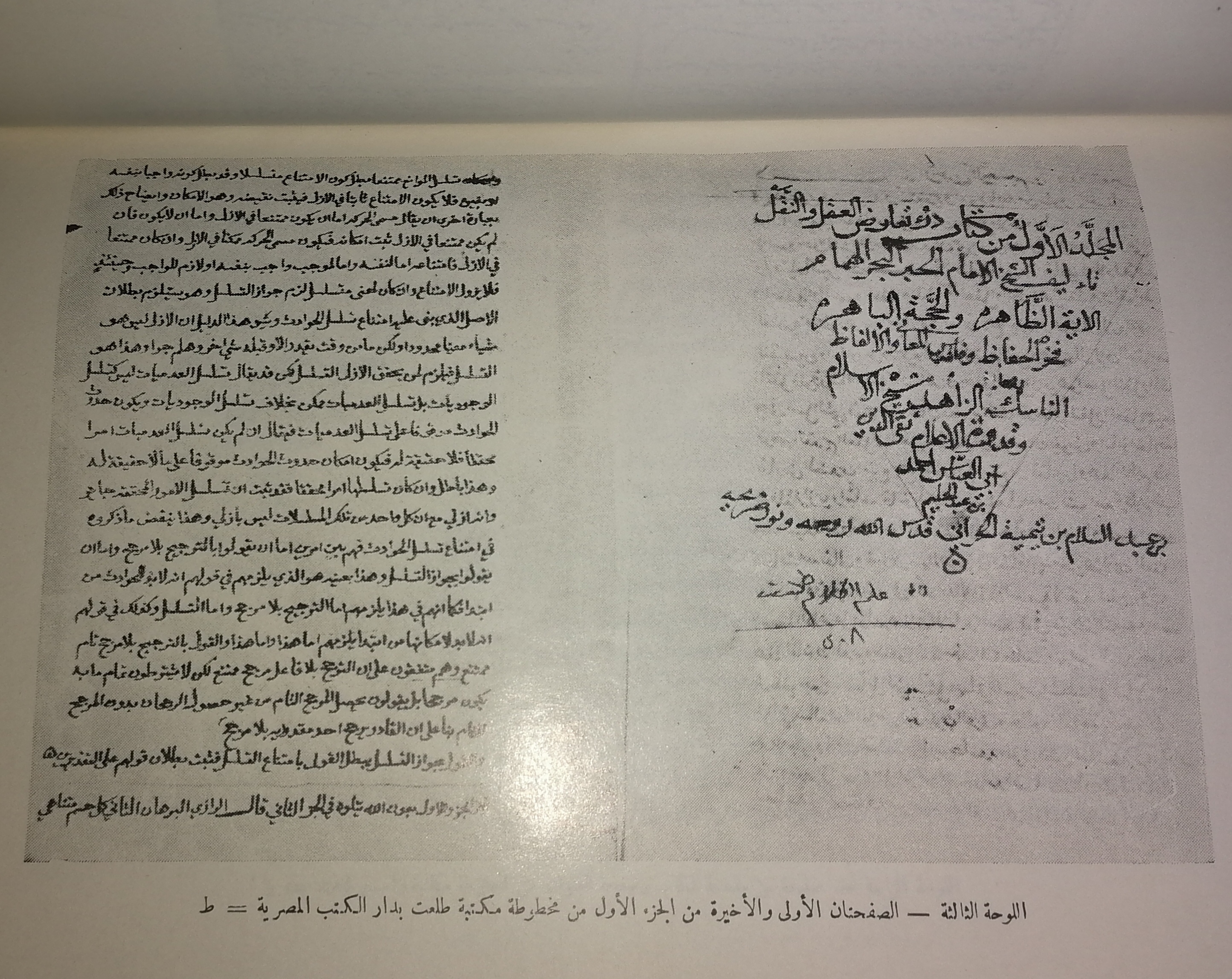
صورة للصفحة الأولى والأخيرة لإحدى مخطوطات درء التعارض: مخطوطة مكتبة طلعت بدار الكتب المصرية.

## أشهر مؤلفاته
1. كتاب الْإِيمَان فِي مُجَلد
2. كتاب الاستقامة فِي مجلدين
3. كتاب تلبيس الْجَهْمِية فِي تأسيس بدعهم الكلامية فِي سِتّ مجلدات
4. كتاب دَرْء تعَارض الْعقل وَالنَّقْل، أَربع مجلدات
5. كتاب العُبُودِيَّة، مجلد واحد
6. كتاب الْجَواب عَمَّا أوردهُ كَمَال الدّين الشريشي على كِتَابه تعَارض الْعقل وَالنَّقْل
7. منهاج السّنة النَّبَوِيَّة فِي نقض كَلَام الشِّيعَة والقدرية، أَربع مجلدات
8. الرسالة التدمرية، بحث فِيهَا فِي حَقِيقَة الْجمع بَين الْقدر وَالشَّرْع
9. الفتوى الحموية، سِتُّونَ ورقة كتبهَا بَين الظّهْر وَالْعصر
10. كتاب جَوَاب الاعتراضات المصرية على الْفتيا الحموية فِي أَربع مجلدات
11. كتاب الْجَواب الصَّحِيح لمن بدل دين الْمَسِيح فِي مجلدين
12. الْفرْقَان بَيَان أَوْلِيَاء الرَّحْمَن وأولياء الشَّيْطَان نَحْو سِتِّينَ ورقة
13. الصارم المسلول على شاتم الرَّسُول
14. اقْتِضَاء الصِّرَاط الْمُسْتَقيم فِي الرَّد على أَصْحَاب الْجَحِيم
15. دفع الملام عَن الْأَئِمَّة الْأَعْلَام، مُجَلد
16. السياسة الشَّرْعِيَّة لإِصْلَاح الرَّاعِي والرعية
17. كتاب فِي الْوَسِيلَة فِي مُجَلد
18. التحفة العراقية في الأعمال القلبية، نَحْو سِتِّينَ ورقة
19. العقيدة الواسطية، وَهِي فتيا فِي عقيدة الْفرْقَة النَّاجِية نَحْو ثَلَاثِينَ ورقة
20. كتاب شرح أول المحصل فِي مُجَلد
21. كتاب الرَّد على أهل كسروان الرافضة فِي مجلدين
22. الهولاكونية وَهُوَ جَوَاب سُؤال ورد على لِسَان هولاكو ملك التتار فِي مُجَلد
23. كتاب فِي الرَّد على الْبكْرِيّ فِي الاستغاثة فِي مُجَلد
24. شرح على أول كتاب الغزنوي فِي أصُول الدّين فِي مُجَلد
25. كتاب فِي الرَّد على الْمنطق فِي مُجَلد كَبِير
26. شرح عقيدة الْأَصْفَهَانِي
27. شرح مسَائِل من الْأَرْبَعين للرازي فِي مجلدين
28. الْمسَائِل الإسكندرانية رد فِيهِ على ابْن سبعين وَغَيره فِي مُجَلد
29. كتاب فِي محنته فِي مصر فِي مجلدين وَتكلم فِيهِ على الْكَلَام النَّفْسِيّ وأبطله من نَحْو ثَمَانِينَ وَجها
30. كتاب الْكَلَام على إِرَادَة الرب وَقدرته نَحْو مائَة ورقة
31. الكيلانية وَهُوَ جَوَاب فِي مَسْأَلَة الْقُرْآن فِي مُجَلد لطيف
32. قَوَاعِد فِي إِثْبَات الْمعَاد وَالرَّدّ على ابْن سينا فِي رسَالَته الأضحوية نَحْو مُجَلد
33. تَحْقِيق الْإِثْبَات فِي الْأَسْمَاء وَالصِّفَات
34. المراكشية وَهِي فتيا فِي الصِّفَات خَمْسُونَ ورقة
35. فتيا فِي مَسْأَلَة الْعُلُوّ نَحْو خمسين ورقة
36. فتيا تَتَضَمَّن صِفَات الْكَمَال مِمَّا يسْتَحقّهُ الرب سُبْحَانَهُ نَحْو سِتِّينَ ورقة
37. جَوَاب فِي تَعْلِيل مَسْأَلَة الْأَفْعَال نَحْو سِتِّينَ ورقة
38. جَوَاب فِي مَسْأَلَة الْقُرْآن وَردت من مصر نَحْو سبعين ورقة
39. البعلبكية تكلم فِيهَا على اخْتِلَاف النَّاس فِي الْكَلَام نَحْو عشْرين ورقة
40. القادرية وَهِي مَسْأَلَة فِي الْقُرْآن نَحْو عشر وَرَقَات
41. جَوَاب مَسْأَلَة فِي الْقُرْآن هَل هُوَ حرف وَصَوت أم لَا نَحْو ثَلَاثِينَ ورقة
42. الأزهرية بضع وَعِشْرُونَ ورقة
43. البغدادية وَهِي مَسْأَلَة فِي الْقُرْآن
44. مسَائِل فِي الشكل والنقط
45. كتاب إبِْطَال قَول الفلافسة بِإِثْبَات الْجَوَاهِر الْعَقْلِيَّة
46. كتاب إبِْطَال قَول الفلاسفة بقدم الْعَالم فِي مُجَلد كَبِير
47. الصعيدية
48. الحوفية وَهِي عقيدة أَيْضا
49. شرح رِسَالَة ابْن عَبدُوس فِي أصُول الدّين
50. كتاب فِي تَوْحِيد الفلاسفة على نظم ابْن سينا مُجَلد لطيف
51. شرح الْعُمْدَة فِي أَربع مجلدات
52. شرح الْمُحَرر
53. التَّحْرِير فِي مَسْأَلَة الْخضر مُجَلد
54. تَحْرِيم السماع فِي مُجَلد
55. تعليقة على فتوح الْغَيْب لسيدي عبد القادر الجيلاني
56. شرح دُعَاء أبي بكر رَضِي الله عَنهُ
57. الدّرّ المنثور فِي زِيَارَة الْقُبُور
58. الْفرْقَان بَين الْحق وَالْبَاطِل نَحْو سِتِّينَ ورقة
59. الواسطة بين الحق والخلق
60. الرد على من قال بفناء الجنة والنار
61. شرح حديث النزول
62. شرح العقيدة الأصفهانية
63. نقد مراتب الإجماع
64. الصفدية
65. الكلم الطيب
66. بغية المرتاد في الرد على المتفلسفة والباطنية والقرامطة
67. سجود التلاوة معانيه وأحكامه
68. القواعد النورانية

## القواعد والمسائل
1. قَاعِدَة فِي إبِْطَال قَول الفلاسفة أَن الْوَاحِد لَا يصدر عَنهُ إِلَّا وَاحِد
2. قَاعِدَة فِي القضايا الوهمية
3. قَاعِدَة فِيمَا يتناهى وَمَا لَا يتناهى
4. جَوَاب فِي الْعَزْم على الْمعْصِيَة هَل يُعَاقب العَبْد عَلَيْهِ نَحْو عشْرين ورقة
5. قَاعِدَة فِي أَن مُخَالفَة الرَّسُول عَلَيْهِ الصَّلَاة وَالسَّلَام لَا تكون إِلَّا عَن ظن وَاتِّبَاع هوى
6. قَاعِدَة فِي أَن الْإِيمَان والتوحيد يشْتَمل على مصَالح الدُّنْيَا وَالْآخِرَة
7. قَاعِدَة فِي إِثْبَات كرامات الْأَوْلِيَاء فِي عشْرين ورقة
8. قَاعِدَة فِي أَن خوارق الْعَادَات لَا تدل على الْولَايَة
9. قَاعِدَة الصَّبْر وَالشُّكْر نَحْو سِتِّينَ ورقة
10. قَاعِدَة فِي الرِّضَا، مُجَلد
11. قَاعِدَة فِي أَن كل آيَة يحْتَج بهَا مُبْتَدع فَفِيهَا دَلِيل على فَسَاد قَوْله
12. قَاعِدَة فِي أَن كل دَلِيل عَقْلِي يحْتَج بِهِ مُبْتَدع فِيهِ دَلِيل على بطلَان قَوْله نَحْو مائَة ورقة
13. قَاعِدَة فِي تَفْضِيل صالحي النَّاس على سَائِر الْأَجْنَاس
14. قَاعِدَة فِي الخلوات وَالْفرق بَين الْخلْوَة الشَّرْعِيَّة والبدعية
15. قَاعِدَة فِي لِبَاس الْخِرْقَة والأقطاب وَغَيرهم
16. قَاعِدَة فِي الْفُقَرَاء والصوفية أَيهمْ أفضل
17. قَاعِدَة فِي محبَّة الله للْعَبد، مُجَلد
18. رِسَالَة فِي الْعَرْش والعالم هَل هُوَ كروي الشكل أم لَا
19. رِسَالَة فِي الْخلَّة والإمكان الْعَام
20. رِسَالَة فِي جَوَاب محيي الدّين الْأَصْفَهَانِي نَحْو سِتِّينَ ورقة
21. قَاعِدَة فِي الْإِخْلَاص والتوكل نَحْو خمسين ورقة
22. قَاعِدَة فِي الشُّيُوخ الأحمدية نَحْو خمسين ورقة
23. قَاعِدَة فِي تَحْرِيم السماع نَحْو عشْرين ورقة
24. قَاعِدَة فِي أَسمَاء الله الْحسنى
25. قَاعِدَة فِي قَوْله صلى الله عَلَيْهِ وَسلم سَتَفْتَرِقُ أمتِي على ثَلَاث وَسبعين فرقة
26. قَاعِدَة فِي الاستغفار وَشَرحه
27. قَاعِدَة فِي أَن الشَّرِيعَة والحقيقة متلازمتان
28. قَاعِدَة فِي الْخلَّة والمحبة وَأيهمَا أفضل فِي مُجَلد
29. قَاعِدَة فِي الْعلم الْمُحكم مُجَلد
30. قَوَاعِد فِي خلَافَة الصّديق مُجَلد
31. رِسَالَة فِي أَمر يزِيد هَل يسب أم لَا
32. رِسَالَة فِي الْخضر هَل مَاتَ أم هُوَ حَيّ
33. رِسَالَة فِي احتجاج الْجَهْمِية وَالنَّصَارَى بِالْكَلِمَةِ
34. رِسَالَة فِيمَن عزم على فعل محرم ثمَّ مَاتَ
35. رِسَالَة فِي أَن إِسْمَاعِيل عَلَيْهِ السَّلَام هُوَ الذَّبِيح
36. رِسَالَة فِي الذَّوْق والوجد الَّذِي يذكرهُ الصُّوفِيَّة
37. رِسَالَة فِي قَوْله عَلَيْهِ الصَّلَاة وَالسَّلَام من قَالَ أَنا خير من يُونُس بن مَتى فقد كذب
38. رِسَالَة فِي الاشتغال بِكَلَام الله وأسمائه وَذكره أَي ذَلِك أفضل
39. رِسَالَة فِي غض الْبَصَر وَحفظ الْفرج مَاذَا يتَعَيَّن عَلَيْهِ
40. الإربلية وَهِي رِسَالَة فِي الاستواء وَالنُّزُول هَل هُوَ حَقِيقَة أم لَا
41. رِسَالَة فِي مَسْأَلَة الزَّوَال وَاخْتِلَاف وقته باخْتلَاف الْبلدَانِ فِي مُجَلد لطيف
42. رِسَالَة فِي اللِّقَاء وَمَا ورد فِيهِ فِي الْقُرْآن وَغَيره نَحْو عشْرين ورقة
43. رِسَالَة فِي قرب الرب من عابديه وداعيه مُجَلد لطيف
44. فِي الاستواء وَإِبْطَال قَول من تَأَوَّلَه بالاستيلاء من نَحْو عشْرين وَجها
45. رِسَالَة فِي الشَّهَادَتَيْنِ وَمَا يتبع ذَلِك فِي مُجَلد
46. رِسَالَة فِي إِنْكَار عصمَة الْأَنْبِيَاء هَل هِيَ من الصَّغَائِر وَهل يكفر المنازع فِي تَجْوِيز الصَّغَائِر عَلَيْهِم نَحْو ثَلَاثِينَ ورقة
47. رِسَالَة فِي الاستطاعة هَل هِيَ من الْفِعْل أَو قبله
48. رِسَالَة فِي الْعين وَالْقلب وأحواله
49. رِسَالَة هَل كَانَ النَّبِي صلى الله عَلَيْهِ وَسلم قبل الرسَالَة نَبيا وَهل يُسمى من صَحبه إِذْ ذَاك صحابيا
50. رِسَالَة هَل كَانَ النَّبِي صلى الله عَلَيْهِ وَسلم قبل الْوَحْي متعبدا بشرع من قبله من الْأَنْبِيَاء
51. فِي كفر فِرْعَوْن
52. رِسَالَة فِي ذِي الفقار هَل كَانَ سَيْفا لعَلي رَضِي الله عَنهُ
53. رِسَالَة فِي وجوب الْعدْل على كل أحد فِي كل حَال
54. رِسَالَة فِي فضل السّلف على الْخلف فِي الْعلم
55. رِسَالَة فِي الْإِيمَان هَل يزِيد وَينْقص فِي مُجَلد
56. رِسَالَة فِي حق الله وَحقّ رَسُوله وَحُقُوق عباده وَمَا وَقع فِي ذَلِك من التَّفْرِيط
57. رِسَالَة فِي أَن مبدأ الْعلم الإلهي عِنْد النَّبِي صلى الله عَلَيْهِ وَسلم هُوَ الْوَحْي وَعند أَتْبَاعه هُوَ الْإِيمَان
58. رِسَالَة فِي أَن كل حمد وذم للمقالات وَالْأَفْعَال لَا بُد أَن يكون بِكِتَاب الله وَسنة رَسُوله
59. رِسَالَة فِي عقيدة الأشعرية وعقيدة الماتريدي وَغَيره من الْحَنَفِيَّة نَحْو خمسين ورقة
60. قَاعِدَة فِيمَا لكل أمة من الخصائص وخصائص هَذِه الْأمة
61. قَاعِدَة فِي الكليات، مُجَلد
62. رِسَالَة فِي الْفرق بَين مَا يتَأَوَّل وَمَا لَا يتَأَوَّل من النُّصُوص نَحْو عشْرين ورقة
63. قَاعِدَة فِي الفناء والاصطلام نَحْو ثَلَاثِينَ ورقة
64. قَاعِدَة فِي الْعلم والحلم نَحْو عشْرين ورقة
65. قَاعِدَة فِي الإقتصاص من الْمَظَالِم بِالدُّعَاءِ وَغَيره مُجَلد
66. قَاعِدَة فِي تَزْكِيَة النُّفُوس نَحْو ثَلَاثِينَ ورقة
67. قَاعِدَة فِي كَلَام ابْن الشريف فِي التصوف كراسة
68. قَاعِدَة فِي حق الله وَحقّ عباده بضع وَعِشْرُونَ ورقة
69. قَاعِدَة فِي الزّهْد والورع نَحْو ثَلَاثِينَ ورقة
70. قَاعِدَة فِي الْإِيمَان والتوحيد وَبَيَان ضلال من ضل فِي هَذَا الأَصْل
71. قَاعِدَة فِي أمراض الْقُلُوب وشفائها نَحْو أَرْبَعِينَ ورقة
72. قَاعِدَة فِي السياحة وَمَعْنَاهَا فِي هَذِه الْأمة
73. قَاعِدَة فِي خلة إِبْرَاهِيم عَلَيْهِ السَّلَام وَأَنه الإِمَام الْمُطلق
74. قَاعِدَة فِيمَن امتحن فِي الله وصبر
75. رِسَالَة فِي المباينة بَين الله وَبَين خلقه نَحْو أَرْبَعِينَ ورقة
76. قَاعِدَة فِي الصفح الْجَمِيل والهجر الْجَمِيل وَالصَّبْر الْجَمِيل
77. قَاعِدَة فِي اقتراب الْإِيمَان بالاحتساب
78. رِسَالَة فِي قَوْله أمرت أَن أخاطب النَّاس على قدر عُقُولهمْ هَل هُوَ من كَلَام النَّبِي صلى الله عَلَيْهِ وَسلم
79. قَاعِدَة فِي الرَّد على أهل الاتحاد وَهِي جَوَاب الطوفي فِي مُجَلد لطيف
80. رِسَالَة فِي أصُول الدّين للعدوية بِقدر أَرْبَعِينَ ورقة
81. رِسَالَة لأهل قبرص تَتَضَمَّن قَوَاعِد دينية أصولية بِقدر ثَلَاثِينَ ورقة
82. قَاعِدَة فِيمَا يتَعَلَّق بالوسيلة بِالنَّبِيِّ صلى الله عَلَيْهِ وَسلم وَالْقِيَام بحقوقه الْوَاجِبَة على أمته وعَلى جَمِيع الْأُمَم
83. قَاعِدَة تتَعَلَّق بِالصبرِ الْمَحْمُود والمذموم
84. قَاعِدَة تتَعَلَّق برحمة الله فِي إرْسَال مُحَمَّد صلى الله عَلَيْهِ وَسلم وَأَن إرْسَاله أجل الشُّكْر
85. قَاعِدَة فِي الشُّكْر لله
86. رِسَالَة فِي حَال الحلاج وَدفع مَا وَقع بِهِ التحاج
87. قَاعِدَة فِي الْعُمر المكية وَهل الْأَفْضَل للمجاور وَأهل مَكَّة الاعتمار أَو الطّواف، نَحْو أَرْبَعِينَ ورقة
88. قَاعِدَة فِي الْكَلَام على المرشد
89. قَاعِدَة فِي كَلَام الْجُنَيْد لما سُئِلَ عَن التَّوْحِيد فَقَالَ إِفْرَاد الْحُدُوث عَن الْقدَم
90. قَاعِدَة فِي التَّوَكُّل وَالْإِخْلَاص نَحْو أَرْبَعِينَ ورقة
91. قَاعِدَة فِي التَّسْبِيح والتحميد والتهليل
92. قَاعِدَة فِي أَن الله تَعَالَى إِنَّمَا خلق الْخلق لعبادته
93. قَاعِدَة فِي تَوْحِيد الشَّهَادَة
94. الْقَوَاعِد الْخمس
95. قَاعِدَة فِي الْقَدَرِيَّة وَأَنَّهُمْ ثَلَاثَة أَقسَام مَجُوسِيَّة ومشركية وإبليسية
96. قَاعِدَة فِي بَيَان طَريقَة الْقُرْآن فِي الدعْوَة وَالْهِدَايَة النَّبَوِيَّة وَمَا بَينهَا وَبَين الطَّرِيقَة الكلامية والطريقة الصُّوفِيَّة
97. قَاعِدَة فِي وَصِيَّة لُقْمَان لِابْنِهِ
98. قَاعِدَة فِي تَسْبِيح الْمَخْلُوقَات من الجمادات وَغَيره هَل هُوَ بِلِسَان الْحَال أم لَا
99. قَاعِدَة فِي السياحة وَالْعُزْلَة وَفِي الْفقر والتصوف وَهل هما اسمان شرعيان
100. قَاعِدَة فِي مَشَايِخ الْعلم ومشايخ الْفُقَرَاء أَيهمْ أفضل
101. قَاعِدَة فِي تَعْذِيب الْمَرْء بذنب غَيره
102. رِسَالَة فِي الْعَبَّاس وبلال أَيهمَا أفضل
103. قَاعِدَة فِي أَن جَامع الْحَسَنَات الْعدْل والسيئات الظُّلم ومراتب الذُّنُوب فِي الدُّنْيَا
104. قَاعِدَة فِي فضل عشر ذِي الْحجَّة وَذكر نَحْو عشْرين فَضِيلَة
105. قَاعِدَة فِي رِسَالَة النَّبِي صلى الله عَلَيْهِ وَسلم إِلَى الْإِنْس وَالْجِنّ
106. قَاعِدَة فِي رُجُوع الْبدع إِلَى شُعْبَة من شعب الْكفْر
107. قَاعِدَة فِي الْإِجْمَاع وَله ثَلَاثَة أَقسَام
108. رِسَالَة فِيمَن قَالَ إِن بعض الْمَشَايِخ أَحْيَا مَيتا
109. قَاعِدَة فِيمَا يظنّ من تعَارض النَّص وَالْإِجْمَاع
110. قَوَاعِد فِي رُجُوع الْمَغْرُور على من غره
111. قَوَاعِد فِي السّنة والبدعة وَفِي أَن كل بِدعَة ضَلَالَة
112. رِسَالَة فِي فَضَائِل الْأَئِمَّة الْأَرْبَعَة وَمَا امتاز بِهِ كل إِمَام من الْفَضِيلَة
113. قَاعِدَة فِي مِقْدَار الْكَفَّارَة فِي الْيَمين نَحْو خمسين ورقة
114. قَاعِدَة فِي لفظ الْحَقِيقَة وَالْمجَاز والبحث مَعَ الْآمِدِيّ نَحْو ثَمَانِينَ ورقة
115. رِسَالَة فِي ذَبَائِح أهل الْكتاب
116. رِسَالَة فِي قَوْله تَعَالَى ﴿وَأَن لَيْسَ للْإنْسَان إِلَّا مَا سعى﴾
117. رِسَالَة فِي إهداء الثَّوَاب للنَّبِي صلى الله عَلَيْهِ وَسلم
118. رِسَالَة فِي قَوْله كَمَا صليت على إِبْرَاهِيم وَفِي أَن الْمُشبه بِهِ أَعلَى من الْمُشبه
119. رِسَالَة أجوبة مسَائِل أصفهان
120. رِسَالَة أجوبة مسَائِل الأندلس
121. رِسَالَة جَوَاب سُؤال الرحبة
122. رِسَالَة أجوبة مسَائِل السلط
123. رِسَالَة فِي أَرض الْموَات إِذا أَحْيَاهَا ثمَّ عَادَتْ هَل تملك مرّة أُخْرَى
124. رِسَالَة فِي النَّهْي عَن أعياد النَّصَارَى
125. قَوَاعِد فِي تطهر الأَرْض بالشمس وَالرِّيح
126. قَوَاعِد فِي مسَائِل من النذور وَالضَّمان
127. قَاعِدَة فِي الْمَائِعَات وَالْميتَة إِذا وَقعت فِيهَا نَحْو عشْرين ورقة
128. قَوَاعِد فِي الْوَقْف وشروط الْوَقْف وَفِي إِبْدَاله بأجود مِنْهُ وَفِي بَيْعه عِنْد تعذر الإنتفاع
129. قَاعِدَة فِي تَفْضِيل مَذْهَب أَحْمد وَذكر محاسنه فِي مُجَلد
130. قَاعِدَة فيأن جنس فعل الْمَأْمُور بِهِ أفضل من جنس ترك الْمنْهِي عَنهُ فِي مُجَلد لطيف
131. قَاعِدَة فِي طَهَارَة بَوْل مَا يُؤْكَل لَحْمه نَحْو سبعين ورقة من ثَلَاثِينَ حجَّة
132. قَاعِدَة فِي معاهدة الْكفَّار الْمُطلقَة والمقيدة
133. قَاعِدَة فِي دم الشَّهِيد ومداد الْعلمَاء
134. قَاعِدَة فِي وجوب التَّسْمِيَة على الذَّبَائِح وَالصَّيْد
135. قَاعِدَة فِي أَن كل عمل صَالح أَصله اتِّبَاع النَّبِي صلى الله عَلَيْهِ وَسلم
136. قَاعِدَة فِي تَفْضِيل مَذْهَب أهل الْمَدِينَة نَحْو خمسين ورقة
137. قَاعِدَة فِي نواقض الْوضُوء
138. قَاعِدَة فِي الاجتهاد والتقليد
139. قَاعِدَة فِي الْجِهَاد وَالتَّرْغِيب فِيهِ
140. قَاعِدَة فِي المخطيء فِي الاجتهاد هَل يَأْثَم وَهل الْمُصِيب وَاحِد
141. قَاعِدَة فِيمَا يحل وَيحرم من الْأَطْعِمَة
142. قَاعِدَة فِيمَا شَرعه الله بِلَفْظ الْعُمُوم وَهل يكون مَشْرُوعا بِلَفْظ الْخُصُوص
143. قَاعِدَة فِي لعب الشطرنج
144. قَاعِدَة فِي مفطرات الصَّائِم
145. قَاعِدَة فِي السّفر الَّذِي يجوز فِيهِ الْقصر وَالْفطر
146. قَاعِدَة فِي الْجمع بَين الصَّلَاتَيْنِ
147. قَاعِدَة فِيمَا يشْتَرط لَهُ الطَّهَارَة
148. قَاعِدَة فِي مَوَاقِيت الصَّلَاة
149. قَاعِدَة فِي الْكَنَائِس وَمَا يجوز هَدمه مِنْهَا فِي مُجَلد
150. قَاعِدَة شُمُول النُّصُوص فِي الْفَرَائِض
151. قَاعِدَة فِي تَقْلِيد مَذْهَب معِين هَل يجب على الْعَاميّ أم لَا
152. قَاعِدَة فِي حلق الرَّأْس هَل يجوز فِي غير النّسك
153. قَاعِدَة فِيمَا يحل وَيحرم بِالنّسَبِ والصهر وَالرّضَاع
154. قَاعِدَة فِي الْجد هَل يجْبر الْبكر على النِّكَاح
155. قَاعِدَة فِي الْجَهْر والبسملة
156. قَاعِدَة فِي الْقِرَاءَة خلف الإِمَام
157. قَاعِدَة فِيمَن بكر وابتكر وَغسل واغتسل
158. قَاعِدَة فِي ذمّ الوسواس
159. قَاعِدَة فِي الأنبذة والمسكرات
160. قَاعِدَة فِي قَوْله عَلَيْهِ الصَّلَاة وَالسَّلَام استحللتم فروجهن بِكَلِمَة الله
161. قَاعِدَة فِي الْحِسْبَة
162. قَاعِدَة فِي الْمَسْأَلَة السريجية
163. قَاعِدَة فِي حل الدّور ومسائل الْجَبْر والمقابلة

## الرسائل والوصايا
1. وَصِيَّة لِابْنِ الْمُهَاجِرِي
2. وَصِيَّة للتجيبي
3. وَصِيَّة لأبي الْقَاسِم السبتي
4. الرسَالَة المدنية
5. الرسَالَة المصرية
6. رِسَالَة كتبهَا إِلَى أهل بَغْدَاد
7. رِسَالَة إِلَى أهل الْبَصْرَة
8. رِسَالَة كتبهَا إِلَى القَاضِي السرُوجِي الْحَنَفِيّ
9. الرسَالَة العدوية كتبهَا إِلَى بَيت الشَّيْخ عدي بن مُسَافر
10. رِسَالَة كتبهَا إِلَى بَيت الشَّيْخ جاكير
11. رِسَالَة كتبهَا إِلَى صَاحب قبرص فِي مصَالح تتَعَلَّق بِالْمُسْلِمين
12. رِسَالَة إِلَى الْبَحْرين وملوك الْعَرَب
13. رِسَالَة لأهل الْعرَاق
14. رِسَالَة إِلَى ملك مصر
15. رِسَالَة إِلَى ملك حماة
16. رِسَالَة تكسير الْأَحْجَار
17. رِسَالَة فِي الْمَسْأَلَة الحرفية
18. رِسَالَة فِي إِثْبَات وجود النَّفس بعد الْمَوْت
19. رِسَالَة فِي عرض الْأَدْيَان عِنْد الْمَوْت
20. رِسَالَة فِي المفاضلة بَين الْغَنِيّ الشاكر وَالْفَقِير الصابر